# Țifești
Țifești è un comune della Romania di 5 242 abitanti, ubicato nel distretto di Vrancea, nella regione storica della Moldavia. 
Il comune è formato dall'unione di 8 villaggi: Bătinești, Clipicești, Igești, Oleșești, Pătrășcani, Sârbi, Țifești, Vitănești.